# Verein für Rasenspiele 1921 Aalen
Il Verein für Rasenspiele 1921 Aalen, abbreviato in VfR Aalen, è una società calcistica tedesca con sede nella città di Aalen, Baden-Württemberg. Milita in Fußball-Regionalliga, la quarta serie del campionato tedesco.

## Storia
Il club calcistico è nato l'8 marzo 1921 dalla scissione tra la squadra di calcio e il società di ginnastica del MTV Aalen. Dalla sua creazione ad oggi il club ha giocato quasi sempre a livelli dilettantistici.
Nel 1939 l'Aalen fu promosso in Gauliga Württemberg, una delle sedici massime divisioni create dal regime nazista nel 1933, e vi giocò fino al 1945, terminando il campionato sempre nella seconda metà della classifica.
Finito il secondo conflitto mondiale, la squadra, dopo essersi unita con il Boxclub Aalen nel 1950, andò a giocare in Landesliga Württemberg (III) nello stesso anno. Nel 1951 vinse la divisione (che nel frattempo era diventata Amateurliga Württemberg). Dopo una fugace apparizione in 2. Oberliga Süd la compagine ritornò a giocare in terza e quarta divisione per i successivi vent'anni prima di scivolare in quinta divisione alla fine degli anni settanta.
All'inizio del nuovo millennio, l'Aalen è riuscito a conquistare l'accesso in Regionalliga e al termine della stagione 2007-2008 si è conquistato un posto per giocare in 3. Liga la stagione successiva. Retrocessa a causa del 19º posto nella terza divisione 2008-2009, ha vinto il seguente campionato di Regionalliga Süd riaccedendo alla 3. Liga, mentre alla fine della stagione 2011-2012 ha ottenuto la promozione in 2. Bundesliga. Tornata in terza serie al termine della stagione 2014-2015, vi ha trascorso quattro stagioni prima di retrocedere in Regionalliga.

## Rosa
Aggiornata al 26 gennaio 2019.
| N. |                        | Ruolo | Calciatore              |
| -- | ---------------------- | ----- | ----------------------- |
| 1  | Germania (bandiera)    | P     | Daniel Bernhardt        |
| 2  | Germania (bandiera)    | C     | Mart Ristl              |
| 4  | Francia (bandiera)     | D     | Yannis Letard           |
| 5  | Germania (bandiera)    | D     | Marian Sarr             |
| 6  | Stati Uniti (bandiera) | C     | Royal-Dominique Fennell |
| 7  | Italia (bandiera)      | C     | Mattia Trianni          |
| 8  | Germania (bandiera)    | C     | Lukas Lämmel            |
| 10 | Germania (bandiera)    | C     | Matthias Morys          |
| 11 | Germania (bandiera)    | C     | Nicolás Sessa           |
| 14 | Germania (bandiera)    | D     | Marvin Büyüksakarya     |
| 15 | Germania (bandiera)    | A     | Nils Anhölcher          |
| 16 | Germania (bandiera)    | D     | Thomas Geyer            |
| 17 | Germania (bandiera)    | D     | Sascha Traut            |
| 18 | Germania (bandiera)    | C     | Patrick Funk            |

| N. |                     | Ruolo | Calciatore            |
| -- | ------------------- | ----- | --------------------- |
| 19 | Francia (bandiera)  | A     | Mohamed Amelhaf       |
| 22 | Germania (bandiera) | P     | Raif Husić            |
| 23 | Germania (bandiera) | D     | Patrick Schorr        |
| 24 | Germania (bandiera) | A     | Luca Schnellbacher    |
| 26 | Germania (bandiera) | C     | Noah Feil             |
| 28 | Germania (bandiera) | P     | Matthias Layer        |
| 29 | Grecia (bandiera)   | D     | Antonios Papadopoulos |
| 30 | Nigeria (bandiera)  | D     | Marc Onouha           |
| 33 | Germania (bandiera) | D     | Torben Rehfeldt       |
| 37 | Svizzera (bandiera) | C     | Stephan Andrist       |
|    | Germania (bandiera) | D     | Clemens Schoppenhauer |
|    | Germania (bandiera) | D     | Johannes Bühler       |
|    | Croazia (bandiera)  | A     | Petar Slišković       |
|    | Germania (bandiera) | P     | Timo Königsmann       |

## Cronistoria recente
Fonte: f-archiv.de.

### VfR Aalen
| Stagione  | Divisione        | Livello | Posizione |
| 1999–2000 | Regionalliga Süd | III     | 10°       |
| 2000–01   | Regionalliga Süd | III     | 7°        |
| 2001–02   | Regionalliga Süd | III     | 4°        |
| 2002–03   | Regionalliga Süd | III     | 10°       |
| 2003–04   | Regionalliga Süd | III     | 6°        |
| 2004–05   | Regionalliga Süd | III     | 12°       |
| 2005–06   | Regionalliga Süd | III     | 6°        |
| 2006–07   | Regionalliga Süd | III     | 6°        |
| 2007–08   | Regionalliga Süd | III     | 4° ↑      |
| 2008–09   | 3. Liga          | III     | 19° ↓     |
| 2009–10   | Regionalliga Süd | IV      | 1°↑       |
| 2010–11   | 3. Liga          | III     | 16°       |
| 2011–12   | 3. Liga          | III     | 2°↑       |
| 2012–13   | 2. Bundesliga    | II      | 9°        |
| 2013–14   | 2. Bundesliga    | II      | 11°       |
| 2014–15   | 2. Bundesliga    | II      | 18°       |
| 2015–16   | 3. Bundesliga    | III     | 15°       |
| 2016–17   | 3. Bundesliga    | III     | 11°       |
| 2017–18   | 3. Bundesliga    | III     | 12°       |
| 2018–19   | 3. Bundesliga    | III     | 20° ↓     |

### VfR Aalen II
| Stagione  | Divisione                  | Livello | Posizione |
| 1999–2000 |                            |         |           |
| 2000–01   |                            |         |           |
| 2001–02   |                            |         |           |
| 2002–03   |                            |         |           |
| 2003–04   | Bezirksliga Kocher/Rems    | VII     | 2°        |
| 2004–05   | Bezirksliga Kocher/Rems    | VII     | 10°       |
| 2005–06   | Bezirksliga Kocher/Rems    | VII     | 1°↑       |
| 2006–07   | Landesliga Württemberg 2   | VI      | 1°↑       |
| 2007–08   | Verbandsliga Württemberg   | V       | 8°        |
| 2008–09   | Verbandsliga Württemberg   | VI      | 9°        |
| 2009–10   | Verbandsliga Württemberg   | VI      | 5°        |
| 2010–11   | Verbandsliga Württemberg   | VI      | 10°       |
| 2011–12   | Verbandsliga Württemberg   | VI      | 11°↓      |
| 2012–13   | Landesliga Württemberg 2   | VII     | 1°↑       |
| 2013–14   | Verbandsliga Württemberg   | VI      | 1°↑       |
| 2014–15   | Oberliga Baden-Württemberg | V       |           |
| 2015–16   | Oberliga Baden-Württemberg | V.      |           |

## Palmarès

### Competizioni nazionali
- Fußball-Regionalliga: 1

2008-2009 (Regionalliga Sud)

### Competizioni regionali
- WFV-Pokal: 8

1971-1972, 1978-1979, 1985-1986, 2000-2001, 2001-2002, 2003-2004, 2009-2010, 2023-2024

### Altri piazzamenti
- 3. Liga:

Secondo posto: 2011-2012

## Tifoseria

### Gemellaggi e rivalità
La tifoseria dell'Aalen è tradizionalmente rivale di quella dell'Heidenheim, a causa della vicinanza geografica fra le due città di appartenenza, separate da solo 27 chilometri. La partita viene considerata un vero e proprio derby dalle rispettive tifoserie.